# آلخاندرو سانچو
آلخاندرو سانچو (به انگلیسی: Luis Orta؛ زادهٔ ۱۸ مارس ۱۹۹۴) یک کشتی‌گیر فرنگی‌کار اهل آمریکا است. وی سابقه حضور در المپیک ۲۰۲۰ توکیو را دارد.